# Амфитрион (Софокл)
«Амфитрион» (др.-греч. Ἀμφιτρύων) — трагедия древнегреческого драматурга Софокла (V век до н. э.) на тему мифов о Геракле, текст которой почти полностью утрачен.
Главный герой пьесы — тиринфский царевич, живший в Фивах. Его жена Алкмена стала возлюбленной Зевса, от которого родила Геракла. От всего текста трагедии сохранился только один фрагмент, в котором Амфитрион получает пророчество о судьбе новорожденного: «Когда же, молвил, вырастет младенец, // Из трёх спасительных даров один // Ему довлеет…». Другие детали сюжета остаются неизвестными. 
Трагедию под тем же названием написал римлянин Луций Акций, но её текст тоже утрачен.